# ヴィーラント・クイケン
ヴィーラント・クイケン（Wieland Kuĳken, 1938年8月31日 ブリュッセル近郊ディルベーク - ）は、ベルギーのヴィオラ・ダ・ガンバ奏者、チェロ奏者。同世代のバロック・チェロ奏者やヴィオラ・ダ・ガンバ奏者の中でも、屈指の演奏家の一人に数えられている。

## 経歴
15歳でブルッヘ音楽院に進んでチェロとピアノを学ぶが、1957年よりブリュッセル音楽院に編入し、1962年に卒業。早くからヴィオラ・ダ・ガンバにも興味を示しており、1959年にバロック音楽を専門とするブリュッセル・アラリウス・アンサンブルに参加し、1972年までこれとの関係を維持していた。その一方でアンサンブル・ミュジック・ヌーヴェルにも加入し、前衛音楽を演奏する。
1970年代より、国際的な演奏活動と数々の録音に専念する。弟のシギスヴァルトとバルトルトに協力して、古楽器アンサンブル「ラ・プティット・バンド」やクイケン弦楽四重奏団を結成する。グスタフ・レオンハルトやフランス・ブリュッヘン、アルフレッド・デラーらと共演して数多くの室内楽を上演している。
1970年代には教育活動にも携わり、アントウェルペン音楽院やブリュッセル音楽院、デン・ハーグ音楽院で教鞭を執り、1973年にはインスブルックでも教壇に立った。2004年をもって教育活動より勇退するが、演奏困難で長らく忘れ去られてきたヴィオラ・ダ・ガンバ作品に取り組むように大勢の音楽家を鼓舞し、指導してきた功績は大きい。
ブリュージュやパリ、ボストン、ユトレヒトなどで開催される古楽コンクールにおいて、定期的に審査員として参加している。

## 家族・親族
- 弟：シギスヴァルト・クイケンは古楽器奏者（バロック・ヴァイオリン、バロック・ヴィオラ）。
- 弟：バルトルト・クイケンは古楽器奏者。
- 長男：フィリップ・クイケンは日本在住の弦楽器製作家。
- 次男：ピート・クイケンは鍵盤楽器奏者でブリュッセル王立音楽院（オランダ語圏側）教授。